# Tonnerre 2 Zeus
Tonnerre 2 Zeus is een houten achtbaan in Franse attractiepark Parc Astérix. 
De achtbaan werd ontworpen en gebouwd door Custom Coasters International en opende in 1997 als Tonnerre de Zeus. Hij werd gesitueerd in het Griekse themagedeelte van het park. Met een baanlengte van 1233 m is het de op twee na langste houten achtbaan van Europa, na Coaster Express (1394 m) in Parque Warner Madrid en de Colossos: Kampf der Giganten (1344 m) in Heide-Park. Onder gebruikers is de baan beoordeeld als beste houten achtbaan doordat deze driemaal de nummer 1-positie behaalde bij de verkiezing van Best Wooden Coaster Poll. 
De baan maakte aanvankelijk gebruik van twee reguliere achtbaantreinen, die in 2007 werden vervangen door exemplaren van Philadelphia Toboggan Coasters. Beide typen treinen bestonden uit zeven wagons met ieder twee rijen die plaats bieden aan twee personen voor een totaal van achtentwintig personen per trein. Tijdens een 7 miljoen euro kostende renovatie in 2022 leverde The Gravity Group nieuwe treinen, bestaande uit 14 wagons met elk plaats voor 2 personen. In de achterste wagon kunnen bezoekers tegen betaling de rit achteruit beleven. Tijdens de rit zijn de oude treinen nog te zien op een apart stukje baan. 
De naam is Frans voor donder van Zeus en refereert aan de gewoonte van de oppergod om een bliksemschicht te werpen naar diegenen die zijn woede hadden opgewekt. Bij de ingang van de wachtrij is een groot standbeeld van deze god geplaatst. Kenmerkend was de slip met bloemetjes die het beeld droeg. Tijdens een renovatie in 2022 konden fans stemmen op een nieuw ontwerp voor de slip.  Uiteindelijk werd het een roze slip met gele badeendjes die ook voor bezoekers te koop is.